# 기욤 시즈롱
기욤 시즈롱(프랑스어: Guillaume Cizeron, 1994년 11월 12일~)은 프랑스의 피겨스케이팅 선수로 가브리엘라 파파다키스과 조를 이뤄 아이스 댄싱 선수로 활동하고 있다. 올림픽에서 금메달 1개, 은메달 1개를 획득했고, 세계 선수권 대회에서 5회 우승, 유럽 선수권 대회에서 5회 연속 우승을 달성했다.